# Can Valent
Can Pere Valent o, simplemente, Can Valent es una antigua masía ubicada en el Distrito de Nou Barris de Barcelona.
Aunque forma parte del catálogo de patrimonio histórico-artístico del Ayuntamiento de Barcelona, actualmente se encuentra abandonada y en estado ruinoso.

## Estructura del edificio
Se trata de un edificio de planta basilical asimétrica, siendo mayor el ala izquierda que la derecha. El volumen principal se compone de cuatro cuerpos, algunos construidos como anexos sobre el cuerpo original. Consta de una planta baja, piso principal y buhardilla. Tiene una superficie de 500m², aproximadamente.

## Historia
La masía de Can Valent data, aproximadamente, del siglo XVI o XVII. Fue construida junto al desaparecido camino de Sant Andreu a Santa Eulàlia de Vilapicina y Horta, probablemente sobre una antigua torre de defensa medieval. Se trata de un edificio de planta basilical asimétrica, que ha sido ampliado y modificado a lo largo del tiempo.
En sus últimos años de uso agrícola, durante el siglo XX, estuvo dedicada a la jardinería. Tras fallecer su último propietario, a finales de los años 1960, fue adquirida por una empresa constructora, que intentó derribarla. El Ayuntamiento, sin embargo, no lo autorizó y la empresa tuvo que reconstruir los muros que ya había derribado, aunque lo hizo sin respetar los materiales originales. A partir de los años 1970 el edificio fue usado como despacho y almacén de la constructora, hasta que fue expropiado por el Ayuntamiento en 1985. Desde entonces ha permanecido abandonado, sufriendo un progresivo deterioro a causa de los actos vandálicos, incluyendo un incendio que provocó el hundimiento del techo. Desde los años 1990 las asociaciones vecinales del barrio de Porta reivindican su recuperación como equipamiento.
En 1997 el Ayuntamiento de Barcelona anunció la construcción de un tanatorio junto al cementerio de Sant Andreu, que desde 1839 ocupa los terrenos anexos a Can Valent. El proyecto municipal, que preveía la restauración de la masía y su integración en el nuevo equipamiento fúnebre, fue finalmente descartado por la fuerte oposición vecinal. En 2008 el consistorio anunció un nuevo proyecto para recuperar como equipamientos las dos únicas masías supervivientes en el barrio de Porta: Can Verdaguer y Can Valent. El proyecto para Can Valent, que preveía instalar una guardería pública, fue finalmente desestimado en 2010.